# Monilethrix
L'aplasia moniliforme, nota soprattutto con il nome latino monilethrix, è una rara malattia genetica del cuoio capelluto che induce la crescita di capelli dal calibro variabile e dalla struttura fragile, cui consegue la rottura del fusto e il mancato allungamento del capello stesso, con un conseguente diradamento della capigliatura.

## Etimologia
Il termine deriva dal latino monile (nel senso di collana) e dal greco antico thrix-trichós (capello).